# 便微生物移植
便微生物移植（べんびせいぶついしょく、英語: fecal microbiota transplant;FMT）は、健康な人の腸内細菌を対象患者の消化管に移植することにより、治療効果を得る目的で研究されている移植術。腸内細菌療法やふん便微生物移植、あるいはふん便薬(poop pill)ともと呼ばれる。確実なエビデンスが確立しているのは、クロストリジウム・ディフィシル腸炎だけであるが、消化管疾患（潰瘍性大腸炎、クローン病など）のほか神経難病や冠動脈疾患に対しても研究が進められている。欧米を中心に研究されてきた。2017年現在日本では保険治療としては認められていない。

## 背景
ヒトの腸内には数百種類、5百兆-1千兆個(10×1012程度)の細菌が生息し、それらが免疫や栄養素の分解などに関与しているが、2017年現在培養同定できているのは20-30%に過ぎないとされる。しかし遺伝子解析技術の進歩により培養を行わずに腸内細菌をより短時間で解析し、そのパターンでグループ分けする方法が開発され、糖尿病、肥満、「腸疾患（潰瘍性大腸炎患者）ではその数や種類が少ない」、「特徴的な細菌叢パターンを示す」などと報告されている。腸内細菌は生後数年以内に固定され、以後は変わることは無いとされる。経口的に乳酸菌やビフィズス菌を投与しても、それらが既存の腸内細菌を押しのけて生着することはない。ただし腸内細菌には加齢による変化があり、高齢化によって酪酸を産生する俗にいう善玉菌は減少することが知られる。
腸内細菌は、糖尿病、肥満、メタボリック症候群、自閉症、炎症性腸疾患、過敏性腸症候群、NASH、自己免疫性疾患、アトピー性皮膚炎、食物アレルギーなどに影響していることが報告されている。薬物治療が効果がない場合、こうした患者に健康な他人の便を移植することで、腸内細菌のバランスが正常化し、症状が改善する可能性があると考えたことから便微生物移植による治療検討が始まった。

## 歴史
4世紀の中国の文献に、葛洪が患者に便の溶解液を投与したというがある。16世紀には、明の医師である李時珍が消化器系疾患の患者に対して便を溶解したスープを与えたという記録が残っている。
西洋医学に初めて糞便移植と思われる文献が登場するのは、1958年 Eiseman, B.らが、偽膜性腸炎に対する症例報告である。最初の統計的な研究は、2013年にニューイングランドジャーナルに掲載されたvan Nood, E.らによる再発性クロストリジウム・ディフィシル腸炎(CDI) に対する糞便移植の有効性を検討するランダム化比較試験である。クロストリジウム・ディフィシル感染症(CDI)(以下CDI)の患者の中でも特に治療が難しい再発患者を治験対象として、従来の抗菌薬治療と便微生物移植の対比治験を行ったところ、抗菌薬投与軍での治癒率が20 - 30%程度に対し、便微生物移植群では80 - 90%であったことから、注目を浴びた。

## 投与方法
安全性が確認された便を希釈して投与する方法と、目的とする腸内細菌を純粋培養して投与する方法がある。経口直接投与は行わない。大腸内視鏡を使用して鉗子孔から消化管に散布したり、カプセルとして内服したり、浣腸用具を使用して移植が行われる。また、移植効果を高めるために、予め抗菌剤により腸内細菌を減少させておく「抗菌薬併用糞便移植」も行われる事もある。投与回数は1回のみの場合や、継続的に4週間実施するなど様々である。

## CDIに対する便微生物移植
アメリカでは毎年25万人のCDI患者が発生し、14000人が死亡されているとされる。再発例や難治性も多い。2013年の臨床研究などにより、再発性CDIに対する糞便治療の効果は確立されたと言ってよく、FDAも再発性CDIに対しての糞便移植治療を承認している。また糞便バンクの設立も行われた。

## 他疾患での検討

### 潰瘍性大腸炎
2015年、「Gastroenterology」にカナダのマクマスター大学のPaul Moayyediらの研究チームが、潰瘍性大腸炎に便微生物移植を行った結果、25%で症状が改善したとする無作為化比較試験の結果を報告した。
活動性の潰瘍性大腸炎75名をプラセボを含む2つのグループに分け、38名には処理済みの糞便50mLを、37名にはプラセボ（水50mL）を週1回、6週間投与。その結果、便微生物移植では9名の24%が、プラセボでは2名の5%が症状が改善した。9例のうち7例には同じ糞便を用いたと報告されている。しかし、同じ「Gastroenterology」には、潰瘍性大腸炎に糞便移植治療を行ったが効果がなかったという無作為化比較試験の結果も同時に掲載されている。
日本でも、慶應大学、順天堂大学、東京医科歯科大学、理化学研究所などで行われている。オランダの研究チームの結果を受けて、第1例目として慶應義塾大学が2015年3月下旬に、潰瘍性大腸炎の40歳代男性の腸内に親族の便を移す移植を行った。
この臨床研究では最初に、配偶者または2親等以内の家族に便を提供させ、これを生理食塩水に漬け、食物繊維のかすなどを取り除く目的で、ガーゼでろ過処理し、その液体を内視鏡を使い患者の大腸の回盲部に注入する。この治験は、潰瘍性大腸炎の、過敏性腸症候群、腸管ベーチェット病、再発性CDIなどの患者ら45人に実施される予定。安全性の確立のため2-3年かけて進められる。
順天堂大学では便移植前にアモキシシリン、ホスミシン、メトロニダゾールの3種類の抗生剤を使用する臨床試験を実施し、抗生剤投与のみの群と比較して有意差を認めたと報告している。滋賀医科大学での潰瘍性大腸炎に対しての治験では、緩解例はなく一部で有効性が認められた症例があるものの、そういった症例でも移植日より日時が経過すると効果が失われる傾向にあったため、2017年10月に治験の実施を中止した。

### その他
- 多発性硬化症を対象として、マウスによる実験が国立精神神経医療研究センターで行われ有効性を示唆する結果が得られた[1]。

## 有害事象の報告例
- 潰瘍性大腸炎患者が、自己判断で家庭内糞便移植を行ったところ、潰瘍性大腸炎の増悪とサイトメガロウイルス感染症を発症した症例が報告されている[15]。
- 提供者の薬剤耐性菌（ESBL産生菌）保有検査を行わず便移植した結果、移植された患者が死亡した[16][17]。